# Solda prata
Soldas Prata são ligas à base de Ag (Prata) e Cu (Cobre), normalmente contendo ainda Zn (Zinco). Algumas das ligas contém também Sn (Estanho), Cd (Cádmio), Ni (Níquel) ou Si (Silício).
As proporções de Ag e Cu são variáveis. A mistura eutética contém 72% Ag e 28% Cu, tendo ponto de fusão de 780°C. Os intervalos de fusão das demais ligas situam-se na faixa de aproximadamente 600°C a 830°C.
As Soldas Prata s permitem a união de metais ferrosos (ligas contendo Fe) e cuprosos (ligas contendo Cu). Comercialmente são disponíveis em diversas formas, como fios, fitas, barras e varetas.
Têm ampla gama de aplicação em aparelhos elétricos, bem como em refrigeração, para união de tubulações de Cu em sistemas e aparelhos de ar-condicionado, refrigeradores domésticos, câmaras frigoríficas, etc.
Na indústria é utilizada para tubulações de pressão, em Cu.
Outras aplicações incluem ótica (óculos), material cirúrgico e odontológico, ourivesaria (jóias), instrumentos musicais de sopro, etc.